# Elaphoglossum glaucescens
Elaphoglossum glaucescens är en träjonväxtart som beskrevs av Eduard Rosenstock. Elaphoglossum glaucescens ingår i släktet Elaphoglossum och familjen Dryopteridaceae. Inga underarter finns listade.